# Denis Mukwege
Denis Mukengere Mukwege (* 1. března 1955, Bukavu) je konžský gynekolog a bojovník za lidská práva. V roce 2018 obdržel Nobelovu cenu za mír.

## Životopis
Narodil se jako syn letničního pastora. Základní a střední školu vystudoval v Bukavu a poté pokračoval na tamějším protestantském institutu Bwindi, který zakončil v roce 1974 s diplomem v biochemii. Dva roky studoval na polytechnické fakultě University v Kinshase, ale posléze se rozhodl věnovat lékařství, které vystudoval na lékařské fakultě Burundské university (1983). Svoji praxi zahájil v nemocnici ve městě Lemera, ležícím na jih od Bukavu.
V roce 1984 dostal nabídku z University v Angers k získání specializace v gynekologii. Přes dobře placené místo ve Francii se v roce 1989 rozhodl vrátit do své vlasti, aby pracoval v nemocnici v Lemeře, kde získal místo ředitele.
Během první války v Kongu (1996) byla nemocnice zničena, mnozí nemocní a zaměstnanci byli zabiti. Doktor Mukwege se zachránil jen shodou okolností a uprchl do Nairobi, Přesto se rozhodl znovu vrátit domů a s pomocí švédské charitativní organizace Pingstmissionens Utvecklingssamarbete založil nemocnici Panzi. Na zdejší patologii se věnoval studiu úmyslného poškození ženských genitálií, které vzniklo převážně jako důsledek hromadného znásilňování a bylo využíváno jako jeden z prostředků vedení války. Aby mohl čelit důsledkům těchto zločinů, dobrovolně se specializoval na péči o hromadně znásilněné ženy. Tato péče má široký záběr, zahrnuje fyzickou a psychickou léčbu a řeší rovněž otázky ekonomické a právní. Z lékařského hlediska je doktor Mukwege uznáván jako velký odborník na léčbu píštělí.
25. října 2012 se doktor Mukwege stal obětí zločinu, když byl jeho dům ve středu města přepaden pěti ozbrojenými muži, správce zastřelen, doktor Mukwege spoután. Pomohli mu místní lidé, doktor Mukwege poté vyhledal azyl v Belgii, kde strávil několik měsíců, a nakonec se vrátil zpět.

## Ocenění
- 2007 – zvláštní cena lidských práv Francouzské republiky
- 2008 – cena Olofa Palmeho
- 2008 – cena OSN na poli lidských práv
- 2009 – rytíř Čestné legie
- 2009 – cena Press Association – Afričan roku
- 2010 – Van Goedartova cena (Nizozemsko)
- 2010 – čestný doktorát na lékařské fakultě university v Umeå (Švédsko)
- 2010 – Wallenbergova medaile Michiganské university
- 2011 – cena Jean-Rey (Belgie)
- 2011 – cena krále Baldvína (Belgie)
- 2011 – cena Clintonovy nadace
- 2011 – Mírová cena města Ypry (Belgie)
- 2011 – cena německých médií
- 2012 – velká cena Chirakovy nadace (Francie)
- 2013 – cena americké organizace Human Rights First
- 2013 – Right Livelihood Award
- 2014 – čestný doktorát na Katolické universitě v Lovani (Belgie)
- 2014 – cena Hillary Clintonové
- 2014 – Inamoriho etická cena (Case Western Reserve University, USA)
- 2014 – Sacharovova cena za svobodu myšlení
- 2018 – Nobelova cena za mír